# Стэйджан, Мэтт
Мэттью (Мэтт) Стэйджан (англ. Matthew "Matt" Stajan; род. 19 декабря 1983 года, Миссиссога, Онтарио) — бывший профессиональный канадский хоккеист.
На драфте НХЛ 2002 года был выбран во втором раунде под общим 57-м номером командой «Торонто Мейпл Лифс».
По ходу сезона 2017/18 провёл свой 1000-й матч в регулярных сезонах НХЛ.
Всего в НХЛ провёл 1003 матча, в которых набрал 413 очков (146+267). В плей-офф за всю карьеру сыграл всего 17 матчей и набрал 4 очка (1+3).
29 августа 2018 года после 15 сезонов в НХЛ подписал контракт с немецким клубом «Ред Булл».

## Награды
- Участник матча молодых звёзд НХЛ (2004)

## Статистика
| Легенда | Легенда                    | Легенда | Легенда                   | Легенда | Легенда    |
| ------- | -------------------------- | ------- | ------------------------- | ------- | ---------- |
| И       | Количество проведённых игр | Штр     | Штрафное время            | +/−     | Плюс-минус |
| Г       | Голы                       | П       | Голевые передачи          | О       | Очки       |
| -       | Статистика неизвестна      | —       | Статистика не учитывалась |         |            |